# Arryadia
Arryadia (en arabe : الرياضية), littéralement « La sportive », est une chaîne de télévision thématique sportive publique marocaine qui diffuse les événements sportifs au Maroc.

## Histoire de la chaîne
Arryadia a vu le jour à l'occasion de la libéralisation du paysage audiovisuel marocain, sous la houlette du groupement des chaînes publiques SNRT (Société nationale de radiodiffusion et de télévision).
Arryadia fut lancée par Fayçal Laaraichi, président-directeur général de la société nationale de radiodiffusion et de télévision, le 16 septembre 2006 à midi, à Casablanca.

## Organisation

### Dirigeants
Président Directeur Général de la SNRT :
- Fayçal Laaraichi

Directeur Général de la SNRT : 
- Mohammed Ayad

Directeur de la chaîne :
- Hassan Boutabssil

### Capital
Arryadia appartient à 100 % à la Société nationale de radiodiffusion et de télévision (SNRT), qui est une société de participation détenue par l'État marocain.

## Programmes
Ses programmes s'articulent autour de la transmission des compétitions en direct (Football en majorité, mais aussi du Tennis, du Basket-ball, du Volley-ball, du Handball...) dans une proportion de 80 % pour les championnats nationaux et 20 % pour les compétitions internationales.
Chaque matin à 7h, une diffusion de l'hymne national suivie d'une lecture coranique à lieu.
Une dizaine d'émissions et de magazines environ sont consacrés au sport (Houate, Al Hakam Al Akhar, Télé Club, Bil wadeh, Hassilat al ousboue, Studio Al botola, Machahir, Noujoum Al ahyae, Hassad al botola, Sports aquatiques...)
Le format d'image de la chaîne a changé le 20 juillet 2017 en passant de Format 4/3 à Format 16/9.
La chaîne passe en haute définition le 4 juin 2018 à midi.
Parmi les commentateurs des matchs et événements sportifs :
- Soufiane Rachidi
- Mohamed Addali
- Adil Messaoudi
- Hicham Faraj
- Abdessamad Ould Chaïba
- Khalil Faid

Comme pour chaque chaine TV et Radio de la SNRT, la retransmission de la prière du vendredi y est diffusé depuis une mosquée du Royaume, généralement depuis Rabat.